# Dymasius elegantum
Dymasius elegantum es una especie de escarabajo del género Dymasius, familia Cerambycidae. Fue descrita científicamente por Holzschuh en 2016.
Habita en Borneo y Malasia. Los machos y las hembras miden aproximadamente 13,9-15,1 mm. El período de vuelo de esta especie ocurre en los meses de febrero y marzo.